# Lepthyphantes vanstallei
Lepthyphantes vanstallei là một loài nhện trong họ Linyphiidae.
Loài này thuộc chi Lepthyphantes. Lepthyphantes vanstallei được Robert Bosmans miêu tả năm 1986.